# Mehrwert (Marxismus)
In der Marx’schen Arbeitswerttheorie bezeichnet Mehrwert die Differenz zwischen dem Wert einer Ware und der (geringeren) Wertsumme aus
1. dem Wert der zur Herstellung dieses Produkts notwendigen Arbeitskraft (variables Kapital) und
2. dem Wert der für die Herstellung dieses Produkts nötigen Produktionsmittel, d. h. Rohstoffe, Vorprodukte, anteiligen Maschinen- und Energiekosten usw. (konstantes Kapital).

## Theoriegeschichte
Den Begriff „Mehrwert“ (englisch surplus value) verwendete 1824 schon William Thompson in seiner Untersuchung An Inquiry into the Principles of the Distribution of Wealth Most Conducive to Human Happiness. Wie Engels und Kautsky gegenüber Anton Menger nachweisen, bezeichnet Thompson mit diesem Terminus den zusätzlichen Profit, den ein Maschinen einsetzender Kapitalist im Vergleich zu einem Handwerker erzielt. Daneben spricht Thompson auch von „Zusatzwert“ (additional value), mit welchem er den insgesamt neu geschaffenen Wert oder Neuwert (m+v) meint. Auch Marx selbst benutzt den Ausdruck bereits in seinem Artikel über das Holzdiebstahlgesetz, dort allerdings im Sinne von Entschädigungen, die der Waldbesitzer erhält.
Marx' Mehrwertbegriff hat einen kritischen Aspekt. In seinen ökonomischen Studien Theorien über den Mehrwert kritisierte Marx die Klassiker Adam Smith (1723–1790) und David Ricardo (1772–1823) dafür, dass sie keinen allgemeinen Mehrwertbegriff entwickelt und stattdessen den Mehrwert nur in seinen verschiedenen Formen wie dem Profit und der Grundrente untersucht hätten. Das habe zu Widersprüchen geführt.
Thomas Hodgskin (1787–1869), der oft als sozialistischer Ricardianer oder Linksricardianer bezeichnet wird, betrachtete es als unmoralisch, dass die Arbeiter ein Mehrprodukt schaffen, das sich die Kapitalisten aneignen. Zwar rezipierte Marx solche Autoren, aber seine Wert- und Mehrwerttheorie unterscheiden sich von Linksricardianern wie Hodgskin. Marx hielt die Warenproduktion nicht für die dem Wesen des Menschen angemessene bzw. natürliche Produktionsweise und fasste das Prinzip des Äquivalententauschs nicht als natürliche Gerechtigkeit auf. Marx wollte erklären, wie im Kapitalismus Ausbeutung möglich ist, obwohl die Lohnarbeiter als formal freie Subjekte gemäß dem Wertgesetz grundsätzlich das Äquivalent dessen bekommen, was ihre Arbeitskraft wert ist. Auf der Basis der Marktgesetze ist der Kapitalismus also grundsätzlich nicht „ungerecht“. Marx will die Ausbeutung auch gar nicht moralisieren. Diese Art der Kritik lehnt er ab und macht sich darüber lustig. In Das Kapital geht es neben einer Kritik der bestehenden politischen Ökonomie auch darum, die Bewegungsgesetze der kapitalistischen Produktionsweise zu verstehen. Es gilt den Mehrwert nicht als zufälliges Phänomen, sondern als notwendiges Moment kapitalistischer Entwicklung zu begreifen. Mehrwertproduktion und -aneignung erfolgt und reproduziert sich auf der Grundlage des Wertgesetzes.

## Der Mehrwertbegriff in derKritik der politischen Ökonomie
Karl Marx schreibt in Das Kapital: „Wir wissen jedoch bereits, daß der Arbeitsprozeß über den Punkt hinaus fortdauert, wo ein bloßes Äquivalent für den Wert der Arbeitskraft reproduziert und dem Arbeitsgegenstand zugesetzt wäre. Statt der 6 Stunden, die hierzu genügen, währt der Prozess z. B. 12 Stunden. Durch die Betätigung der Arbeitskraft wird also nicht nur ihr eigener Wert reproduziert, sondern ein überschüssiger Wert produziert. Dieser Mehrwert bildet den Überschuss des Produktenwerts über den Wert der verzehrten Produktbildner, d. h. der Produktionsmittel und der Arbeitskraft.“

### Mehrwert als Spezifikum der kapitalistischen Produktionsweise
Ebenso wie „Wert“ ist „Mehrwert“ eine ökonomische Kategorie, die nur im Kapitalismus volle Gültigkeit besitzt. Ökonomisches Ziel aller vorkapitalistischen Gesellschaften war die Produktion von Gebrauchswerten, also von konkret nützlichen Gegenständen. Soweit die unmittelbaren Produzenten (z. B. Bauern) mehr Gebrauchswerte produzierten, als sie selbst verbrauchten, gab es ein Mehrprodukt. Die Aneignung dieses Mehrprodukts durch herrschende Klassen geschah i. d. R. unmittelbar durch Zwang (z. B. als Fronarbeit).
Der kapitalistischen Produktionsweise geht es nicht primär um die Aneignung von Gebrauchswerten. Sie impliziert die Verallgemeinerung der Warenproduktion und ist am Tauschwert orientiert. Ihr primäres Ziel ist die Erzeugung und Aneignung von Mehrwert. Mehrwert ist das spezifische Produkt der kapitalistischen Wirtschaftsweise.
Nach Marx zeichnet sich eine sozialistische bzw. kommunistische Gesellschaft unter anderem dadurch aus, dass es in ihr keinen Privatbesitz an Produktionsmitteln, keine Waren, kein Geld und kein Kapital gibt. Im ersten Band von Das Kapital bemerkt er, dass in einer post-kapitalistischen Gesellschaft der Arbeitstag auf die notwendige Arbeit reduziert wäre. Diese wäre jedoch länger. Die Arbeiter würden höhere Bedürfnisse entwickeln; ebenso müssten sie die Arbeitszeit, die sie unter kapitalistischen Bedingungen als Mehrarbeit erbringen, einsetzen, um gesellschaftliche Fonds beispielsweise für zukünftige Investitionen zu bilden.

### Die Kapitalformel
Marx analysiert im ersten Band von Das Kapital die kapitalistischen Marktbeziehungen zunächst in zweierlei Formeln:
- die einfache Warenzirkulation W - G - W (Ware - Geld - Ware)
- die Kapitalbewegung G - W - G' (Geld - Ware - mehr Geld)

Der Austauschprozess W - G - W meint den Austausch von Waren gleichen Werts und unterschiedlichen Gebrauchswertes; Geld übernimmt hierbei eine Vermittlerfunktion. Jemand produziert und verkauft eine Ware, die für ihn keinen Gebrauchswert darstellt, um mit dem Geld eine Ware zu kaufen, mit der er ein Bedürfnis befriedigen möchte. Das Geld ist verausgabt. Der Prozess findet sein Maß am Bedürfnis und endet mit dessen Befriedigung.
Im Falle von G - W - G' wird Geld zu Kapital. Damit diese Formel für den Kapitalisten ökonomisch sinnvoll ist, kommt es auf das G' an, d. h. auf die Vergrößerung der ursprünglichen Geldsumme. Die Differenz von G' und G ist der Mehrwert m. Den Mehrwertbegriff unterscheidet Marx im dritten Kapitalband vom Profitbegriff.
G' wird Ausgangspunkt eines neuen Kreislaufs. Geld ist also Ausgangs- und Endpunkt einer Bewegung. Die Kapitalverwertung wird zum Selbstzweck. Die Bewegung ist ohne immanentes Ende. Jedes G‘ ist endlich und muss wieder vorgeschossen werden, um Kapital bleiben zu können. Die Bewegung ist maßlos, da sie nicht auf ein äußeres Bedürfnis bezogen ist, das ein Genug angibt. Der Gebrauchswert ist hier bloß Voraussetzung der Verkäuflichkeit.
Dass der Kapitalist eine möglichst große Verwertung anstrebt, führt Marx nicht primär auf die moralischen oder psychischen Eigenschaften des Kapitalisten zurück, sondern verweist auf den Sachzwang der Konkurrenz. Nur wenn ein Kapitalist möglichst viel Mehrwert erzielt, kann er immer wieder in sein Unternehmen investieren bzw. modernisieren, um gegen seine Konkurrenten zu bestehen; ansonsten riskiert er, als Kapitalist unterzugehen.
Kapital ist wesentlich Wert in Bewegung bzw. Wert, der sich verwertet. Der Kapitalist als solcher ist der Träger der Kapitalbewegung. Er ist Kapital, das mit Bewusstsein und Willen ausgestattet ist; das Kapital ist hingegen das automatische Subjekt: es ist eigentlich leblos, aber es bestimmt die Bewegung.

### Doppelt freier Lohnarbeiter
Marx erklärt im ersten Kapitalband, wie Mehrwert entsteht. Er will zeigen, dass Mehrwert kein zufälliges Produkt ist, sondern ein normales Moment der kapitalistischen Produktionsweise. Zur Vereinfachung der Erklärung führt Marx aus, dass der Warentausch, der durch Geld vermittelt ist, in Reinform stattfindet: es werden nur Wertäquivalente getauscht und die Preise entsprechen dem Wert der Waren. Er argumentiert im Kapitel „Die Verwandlung von Geld in Kapital“ dafür, dass man mit der Handelssphäre allein die Mehrwertbildung nicht erklären kann. Die grundlegende Quelle des Mehrwerts ist die produktive Arbeit, die auf einem bestimmten Klassenverhältnis beruht.
Zunächst widerspricht Marx der Behauptung, dass der Handel Mehrwert produziert, weil der Käufer die Ware für nützlicher hält als der betreffende Verkäufer und daher die Ware für den Käufer wertvoller ist. Nach diesem Ansatz werden keine gleichen Wertobjekte getauscht und der Käufer erhält etwas Wertvolleres. Nach Marx rührt diese Ansicht daher, dass der Gebrauchswert mit dem Tauschwert der Ware verwechselt wird.
Marx räumt ein, dass die Prämisse, wonach nur Wertäquivalente getauscht werden, in Wirklichkeit nicht immer gilt. Würde sie jedoch aufgegeben, wäre der Mehrwert auch dann nicht befriedigend erklärbar. Um dies zu zeigen, geht Marx verschiedene Fälle durch. Wenn der Kapitalist als Verkäufer einen Preisaufschlag erheben könnte und die anderen Kapitalisten diesen Preisaufschlag weitergeben, dann müsste er seinen Gewinn als Käufer beim „G-W“ wieder verlieren. Ähnliches gälte, wenn jemand unter Wert kaufen könnte. Ferner sei zu beachten, dass die Käufer und Verkäufer selbst entweder Produzenten sind oder Produzenten vertreten. Die Ansicht, der Mehrwert resultiere aus einem nominellen Preisaufschlag oder dem Privileg, über Wert zu verkaufen, setze voraus, dass es eine bestimmte unproduktive Klasse gebe. Diese kauft und konsumiert, aber sie selbst verkauft und produziert nicht. Dieser Fall erfordert, dass die Warenbesitzer der unproduktiven Klasse Geld umsonst geben, damit diese Klasse von den Warenbesitzern überteuerte Waren kaufen kann. So hätten zum Beispiel kleinasiatische Staaten dem Römischen Reich Tribut zahlen müssen, mit dem Rom überteuerte Waren von ihnen gekauft habe. Die kleinasiatischen Staaten hätten sich so aber nicht bereichern können. Schließlich konstruiert Marx einen Fall, in dem ein listiges Individuum A eine Ware über ihrem Wert an B verkauft und B diesen Betrug nicht erwidern kann. Zwar erzielt A einen Gewinn, aber dieser Gewinn ist nur der Verlust von B. Tauscht A beispielsweise etwas im Wert von 50 gegen etwas im Wert von 100, dann macht A einen Gewinn von 50 und B einen Verlust von 50. Die Wertsumme bliebe aber 150. Gesamtgesellschaftlich wäre der Wert nicht gewachsen, sondern nur umverteilt.
Es bedarf der Produktionssphäre, um die Mehrwertbildung zu erklären. Der Kapitalist muss eine Ware finden, die mehr Wert schafft, als sie selbst kostet: die menschliche Arbeitskraft. Die Wertvergrößerung entsteht durch produktive Anwendung menschlicher Arbeitskraft. Damit das Geld in der Hand des Kapitalisten zum Kommandomittel über menschliche Arbeit wird, braucht es den »doppelt freien Lohnarbeiter«. Im Gegensatz zum Sklaven oder Leibeigenen ist er frei seine Arbeitskraft zu verkaufen, an wen er will, aber auch „frei“ von Eigentum an Produktionsmitteln, so dass er seine Arbeitskraft verkaufen muss.
Marx betont, dass die Zirkulationssphäre dennoch notwendig für die Mehrwertbildung ist. Betrachtet man einen Warenproduzenten in Isolation, so kann er den Wert einer vorhandenen Ware nicht verwerten. Er könnte Wert hinzufügen, indem er weiter daran arbeitet. Wenn er beispielsweise Leder besitzt, so könnte er es zu Stiefeln verarbeiten. Der Stiefel wäre wertvoller als das Leder, aber der Wert des Leders hätte sich nicht verwertet, sondern wäre konstant geblieben. Zu diesem Argument aus dem Kapitel über die Verwandlung von Geld in Kapital lässt sich hinzufügen, dass nach Marx Wert überhaupt nur in Produktion und Zirkulation entsteht; eine Ware in Isolation betrachtet, hat keinen Wert, sondern dieser Wert konstituiert sich erst in der Tauschbeziehung zu anderen Waren.

### Der Wert der Arbeitskraft
Marx fasst die Arbeitskraft als Ware auf. Sie hat einen Gebrauchswert, nämlich die Fähigkeit, Arbeit zu verrichten, und einen Wert, der sich danach richtet, wie viel abstrakte Arbeit zu ihrer Reproduktion erforderlich ist. Dieser Wert ist gleich dem Wert derjenigen Lebensmittelmenge, die als notwendig gilt, damit sich eine durchschnittliche Arbeitskraft reproduzieren kann. Der Ausdruck Lebensmittel ist hierbei in einem weiten Sinne zu verstehen: er meint nicht nur Nahrungsmittel, Kleidung und Wohnung, sondern kann noch Weiteres umfassen. Es geht nicht nur um das Nötige zur Erhaltung eines Individuums, sondern auch um das Nötige zur Erhaltung einer Arbeiterfamilie, denn die Klasse als solche muss sich reproduzieren können; ebenso gehören auch Bildungskosten für die heranwachsende Generation dazu. Was als notwendig gilt, hängt von historischen und moralischen Faktoren ab. Das kann von Land zu Land und mit der Zeit variieren. Ferner hängt der Umfang auch davon ab, was die jeweilige Arbeiterklasse als notwendig geltend macht.
Der Lohn bzw. Preis der Arbeitskraft kann prinzipiell auch über oder unter dem Wert liegen. Der Preis kann nicht nur den Wert, sondern auch einen momentanen Überschuss oder Mangel an Arbeitskräften anzeigen und entsprechend fallen oder steigen. Der Wert der Arbeitskraft verändert sich aber nur dann, wenn sich der Umfang der notwendigen Lebensmittel oder deren Wert verändert.
Wenn der Kapitalist die Arbeitskraft gekauft hat, dann versucht er wie jeder Warenbesitzer deren Gebrauchswert zu konsumieren. Dass der Arbeiter dabei mehr Wert bildet, als zu seiner Reproduktion notwendig ist, und der Kapitalist sich den Mehrwert aneignet, verletzt nicht die Prämisse, wonach nur Äquivalente getauscht werden; der Arbeiter erhält, was seine Arbeitskraft Wert ist.
Zwar spricht Marx von den Reproduktionskosten der Ware Arbeitskraft, aber der Arbeiter stellt seine Arbeitskraft nicht kapitalistisch her und produziert sie nicht als Ware; der Arbeiter verkauft seine Arbeitskraft als Ware auf dem Arbeitsmarkt. Des Weiteren beabsichtigt Marx nicht, alle Lohnunterschiede zu erklären. Er befasst sich in Das Kapital meist nur mit dem Wert der Arbeitskraft, um zu erklären, wie Äquivalententausch und Mehrwertbildung miteinander vereinbar sind. Dabei spielen Lohnunterschiede keine Rolle. Ferner will er eine notwendige Bedingung bestimmen, die Kapital ermöglicht: einerseits müssen sich die Lohnarbeiter als solche reproduzieren können, andererseits dürfen ihre Löhne langfristig nicht so steigen, dass sie keine Lohnarbeiter mehr sein müssen. Lohnunterschiede führt Marx vor allem darauf zurück, dass Arbeiter verschiedene Qualifikationen haben, welche verschieden viel kosten, und ihre Arbeit entsprechend als mehr oder weniger wertbildend gilt.

### Industrielles Kapital als Grundlage der Mehrwertproduktion
Während im ersten Band von Das Kapital der Produktionsprozess untersucht wird, widmet sich Marx im zweiten Band der Zirkulation. Er konkretisiert die allgemeine Kapitalformel G – W – G'. Die Grundlage des Mehrwerts ist das industrielle Kapital. Als solches durchläuft das Kapital den Kreislauf G – W … P … W' – G'.
wobei
G = c + v (vorgeschossenes Kapital)
c = konstantes Kapital (verbrauchte Produktionsmittel)
v = variables Kapital (Lohn bzw. Wert der Arbeitskraft)
m = Mehrwert (Ergebnis der unbezahlten Mehrarbeit)
G' = c + v + m (erweitertes, verwertetes Kapital)
Der Kapitalist kauft Waren bzw. Arbeitskraft und Produktionsmittel (G – W). Die Zirkulation wird unterbrochen. Im Produktionsprozess P schafft der Arbeiter eine höherwertige Warenmenge W'. Dabei überträgt er den Wert der verbrauchten Produktionsmittel auf die neue Warenmenge. Da in dieser Hinsicht keine Wertveränderung stattfindet, spricht Marx von konstantem Kapital c. Des Weiteren schafft der Arbeiter einen Neuwert in Höhe von v + m; da es hier zu einer Wertänderung kommt, nennt Marx das Kapital, das in Löhne investiert wird, variables Kapital v. Die Zirkulation wird fortgesetzt. Der Kapitalist verkauft die höherwertige Warenmenge (W' – G'). Das vorgeschossene Kapital G hat sich verwertet und als Kapital realisiert. Während der Arbeiter vom Neuwert in Höhe von v + m nur v bekommt, eignet sich der Kapitalist den Mehrwert m an.
Das Kapital ist zunächst Geldkapital; im Produktionsprozess werden Produktionsmittel und Arbeitskräfte produktives Kapital. Dann wird es Warenkapital W', das schließlich als G' zur Geldform zurückkehrt. Nur als industrielles Kapital kann das Kapital Mehrwert produzieren. Als Handelskapital oder als zinstragendes Kapital kann es sich den Mehrwert nur aneignen.
Das Verhältnis vom Mehrwert m zum variablen Kapital v ist die Mehrwertrate m / v. Der Mehrwert bzw. die Mehrwertrate kann durch Verlängerung der Arbeitszeit (absoluter Mehrwert) und eine Steigerung der Produktivkraft der Arbeit (relativer Mehrwert) erhöht werden. Letzteres wird davon angetrieben, dass die Kapitalisten nach Extramehrwert streben. Führt ein Kapitalist als Erster in seiner Branche etwas Neues ein, um die Produktivkraft zu steigern, so kann er billiger produzieren als seine Konkurrenten und den individuellen Wert seiner Ware senken; verkauft er zum normalen Wert, realisiert er einen zusätzlichen Mehrwert. Dieser verschwindet, wenn sich die neue Produktionsweise verallgemeinert hat.
Den Fall, in dem der Kapitalist den erzielten Mehrwert als sein Einkommen für seinen privaten Konsum verausgabt, nennt Marx einfache Reproduktion. Falls der Kapitalist den Mehrwert erneut als Kapital vorschießt, handelt es sich um Akkumulation. Das Verhältnis zwischen Kapitalist und doppelt freiem Arbeiter entstand im Zuge der ursprünglichen Akkumulation. Marx schrieb der Gewalt und dem Zwang des Staates in dieser frühen Phase eine wichtige Rolle zu. Das Verhältnis ist jedoch nicht nur eine wesentliche Voraussetzung der kapitalistischen Produktionsweise, sondern wird auch durch diese Produktionsweise systematisch reproduziert. Der Arbeiter geht als Arbeiter in den Produktionsprozess und kommt als solcher auch wieder aus dem Prozess heraus.

### Die Methoden der Mehrwertproduktion
Marx unterscheidet zwei Methoden der Mehrwertproduktion. "Durch Verlängerung des Arbeitstags produzierten Mehrwert nenne ich absoluten Mehrwert; den Mehrwert dagegen, der aus der Verkürzung der notwendigen Arbeitszeit und entsprechender Verändrung im Größenverhältnis der beiden Bestandteile des Arbeitstags entspringt – relativen Mehrwert." Die absolute Mehrwertproduktion besteht darin, den Arbeitstag zu verlängern. Der Anwendung der Methode sind physische und moralische Grenzen gesetzt. Dass die absolute Mehrwertproduktion trotz tendenzieller Verringerung der Arbeitszeit und trotz anhaltenden Kampfes um ihre weitere Verkürzung auch in der Gegenwart bedeutsam ist, kann man am Umfang der Überstunden erkennen, schreibt Klaus Müller. Sie sind eine Verlängerung der Arbeitszeit über das gesetzliche Maß hinaus. Die Deutschen leisten etwa 1,5 Milliarden bezahlte und ebenso viele unbezahlte Überstunden im Jahr.

Die relative Mehrwertproduktion besteht darin, bei gegebenem Arbeitstag die notwendige Arbeitszeit zu verringern – in ihr schafft der Arbeiter ein Äquivalent seines Wertes – und damit den Anteil der Mehrarbeitszeit an der Arbeitszeit zu erhöhen. Die innere Logik der relativen Mehrwertproduktion: Technischer Fortschritt führt zum Anstieg der Produktivität. Die Werte der Investitions- und Konsumgüter sinken. Niedrigere Werte der Güter, die für die Lebenshaltung benötigt werden, bewirken, dass der Wert der Ware Arbeitskraft sinkt, so dass sich die notwendige Arbeitszeit verringert und die Mehrarbeitszeit, in der der Mehrwert entsteht, steigt. "Um den Wert der Arbeitskraft zu senken, muß die Steigerung der Produktivkraft Industriezweige ergreifen, deren Produkte den Wert der Arbeitskraft bestimmen". Das sind die "gewohnheitsmäßigen Lebensmittel" und die Zweige, die Produktionsmittel für die Erzeugung der Konsumtionsmittel herstellen. Sinkender Wert der Ware Arbeitskraft bedeutet nicht, bemerkt Klaus Müller, dass das Konsumniveau der Arbeitenden zurückgehen muss. Im Gegenteil: Sinkender Wert der Arbeitskraft ist vereinbar mit steigendem Konsum der Lohnarbeiter, einer Verringerung der notwendigen Arbeitszeit und der Erhöhung der Mehrarbeitszeit, des Mehrwertes und der Mehrwertrate.

Marx betont die Relativität der Unterscheidung zwischen absolutem und relativem Mehrwert: „Von gewissem Gesichtspunkt scheint der Unterschied zwischen absolutem und relativem Mehrwert überhaupt illusorisch – der relative Mehrwert ist absolut, denn er bedingt absolute Verlängerung des Arbeitstags über die zur Existenz des Arbeiters selbst notwendige Arbeitszeit. Der absolute Mehrwert ist relativ, denn er bedingt eine Entwicklung der Arbeitsproduktivität, welche erlaubt, die notwendige Arbeitszeit auf einen Teil des Arbeitstages zu beschränken.“
Eine besondere Form ist der Extramehrwert. Er entsteht, wenn es Unternehmern gelingt, die Güter produktiver als der Durchschnitt der Branche zu erzeugen. Diese Unternehmer erzielen dann einen zusätzlichen, über den durchschnittlichen hinausgehenden, Mehrwert, der sich beim Verkauf der Ware unmittelbar in Zusatzprofit umsetzt. Der Extramehrwert entspricht der Differenz zwischen dem gesellschaftlich notwendigen Aufwand – dem Wert der Ware – und dem niedrigeren betriebsindividuellen Arbeitsaufwand.

### Produktive und unproduktive Arbeit
Marx bezieht sich mit dem Ausdruck produktiver Arbeiter nicht unbedingt auf jemanden, der primär körperlich arbeitet, um einen Gebrauchsgegenstand zu produzieren. Marx nähert sich dem Begriff der produktiven Arbeit an. Dabei geht er von einem Individuum aus, das die Natur bearbeitet, um Produkte herzustellen. Der individuelle Arbeiter kontrolliert sich selbst und vereint dabei geistige und körperliche Tätigkeiten. Später im Zuge zunehmender Arbeitsteilung entstehen kollektive Gesamtarbeiter. Einige Teilarbeiter verrichten eher körperliche Tätigkeiten, während andere eher geistig arbeiten und einige Teilarbeiter übernehmen die Kontrolle über den Arbeitsprozess. Um produktiver Arbeiter zu sein, reicht es in diesem Fall, wenn man Teilarbeiter eines solchen Gesamtarbeiters ist.
Im Falle einer kapitalistischen Gesellschaft fasst Marx den Begriff der produktiven Arbeit noch enger. Im Kapitalismus gilt nur diejenige Arbeit, die Mehrwert schafft, als produktive Arbeit. Das betrifft die Produktion von Waren und Dienstleistungen nach der Formel des industriellen Kapitals. Das Wort industriell darf nicht im rein stofflichen Sinne missverstanden werden; der Begriff wird auf der Wertebene definiert. Ein produktiver Lohnarbeiter muss nicht in einer Fabrik arbeiten. Er könnte auch Agrarprodukte herstellen. Er könnte auch immaterielle Güter schaffen bzw. Dienste verrichten und zum Beispiel als Schulmeister tätig sein, Informationen übertragen oder in einem kapitalistisch betriebenen Theater als Schauspieler auftreten. Mehrwertschaffend sind auch bestimmte Dienste, die in die Zirkulation fallen, aber eine Verlängerung des Produktionsprozesses darstellen, wie zum Beispiel Transportdienste. Einige Transportdienste sind Momente des Produktionsprozesses, wobei etwa ein Produkt von einem Privatproduzenten zum anderen transportiert wird, während andere Transporte notwendig sind, um das fertige Produkt zum Konsumenten zu bringen, damit dieser den Gebrauchswert des Produktes überhaupt realisieren kann.
Laut Marx kann ein industrieller Kapitalist produktiv tätig sein. Jeder Arbeitsprozess, der viele Individuen involviert, erfordert einen Dirigenten, der leitet und überwacht. Eine solche Person ist ein produktiver Arbeiter. Das kann auf einen industriellen Kapitalisten zutreffen, der viele Arbeiter beschäftigt. Allerdings hat die Leitung unter den Bedingungen der kapitalistischen Produktionsweise einen besonderen Charakter, da der Leiter versucht, seine Arbeiter dazu zu bringen, möglichst viel Mehrwert zu produzieren. Wenn der Kapitalist mehr und mehr Arbeiter beschäftigt, dann tritt er die Aufgaben der Leitung und Überwachung an Lohnarbeiter ab. Laut Marx tendiert die kapitalistische Produktionsweise dazu, Kapitaleigentum und Kapitalanwendung voneinander zu trennen, wie im Falle der Aktiengesellschaften. Dabei übernehmen Manager die Aufgabe der Oberleitung und vertreten den besitzenden Kapitalisten, der manchmal ganz aus dem Produktionsprozess verschwindet. Der Manager vereint produktive Tätigkeiten und die Funktion der Ausbeutung. Marx unterscheidet allerdings zwischen Direktoren, die wirklich leiten, und solchen, die nur dem Namen nach Direktoren sind und sich tatsächlich bloß am Unternehmen bereichern.
Arbeit, die keinen Mehrwert schafft, ist unproduktive Arbeit, sogar wenn diese Arbeit im Kapitalismus als notwendig erscheint oder sozial nützlich ist. Unproduktiv ist ein Arbeiter, der als privater Bediensteter für einen Kapitalisten arbeitet, anstatt unter dem Kommando des Kapitalisten eine Ware oder eine Dienstleistung für den Markt zu produzieren. Unproduktiv sind auch die Arbeiter des Handelskapitals, das in seiner Reinform nur den Formwandel von Geld und Ware besorgt. Ein Beispiel eines reinen Zirkulationsagenten ist die Kassiererin. Für den Formwandel von Ware und Geld fallen reine Zirkulationskosten an, die einen Abzug vom Mehrwert, den das industrielle Kapital erzeugt, darstellen. Allerdings können diejenigen, die in der Sphäre des Handelskapitals tätig sind, indirekt dazu beitragen, die Masse des Mehrwerts zu vergrößern. Des Weiteren zählt Marx die Versicherungsgesellschaften, die lediglich Verluste einzelner Kapitalisten unter den Kapitalisten verteilen, zu den unproduktiven Akteuren.
Wer nicht für einen Kapitalisten arbeitet und selbst keine anderen Arbeiter beschäftigt, sondern selbst Produktionsmittel besitzt und allein mit ihnen Waren produziert, der ist weder ein produktiver noch ein unproduktiver Arbeiter. Er produziert nicht auf kapitalistische Art und Weise. Das sind zum Beispiel Kleinbauern, denen das Land, auf dem sie arbeiten, selbst gehört, oder selbständige Handwerker. Marx stellt allerdings fest, dass in einer kapitalistischen Gesellschaft Arbeiter typischerweise keine Produktionsmittel haben. Daher unterscheidet man auch im Falle eines selbständigen Arbeiters die Funktionen des Kapitalbesitzers und des Lohnarbeiters, der Mehrwert schafft. Laut Marx tendiert eine kapitalistische Gesellschaft dazu, dass solche selbständigen Warenproduzenten entweder wachsen und kleine Kapitalisten werden oder dass ihr Geschäft untergeht, so dass sie als Lohnarbeiter für andere tätig werden müssen.

### Systematische Lohnregulation zugunsten des Mehrwerts
Der Lebensstandard der Arbeiterklasse kann steigen. Das muss nicht ausschließen, dass die Arbeiter mehr Wert schaffen, als sie in Lohnform bekommen, und in diesem Sinne ausgebeutet werden. Die kapitalistische Produktionsweise verfügt über eigene Mechanismen, um den Lohn auf den Wert der Arbeitskraft zu reduzieren; selbst wenn dieser Wert sich historisch wandeln kann, so kann die kapitalistische Produktionsweise dadurch nicht existenziell bedroht werden.
Man kann sich zwei vereinfachte Szenarien vorstellen. Wenn man annimmt, dass das Verhältnis vom konstanten zum variablen Kapital c / v gleich bleibt und die Kapitalisten akkumulieren, dann wachsen vorgeschossenes Kapital und Nachfrage nach Arbeitskräften gleichermaßen; Arbeitskraft wird ceteris paribus knapper; folglich können die Arbeiter den Preis der Arbeitskraft erhöhen. Je mehr sie dadurch den Mehrwert reduzieren, desto weniger können die Kapitalisten weitere Arbeitskräfte nachfragen. Wenn man hingegen annimmt, dass das Verhältnis c / v steigt, da die Kapitalisten verstärkt in arbeitssparende Maschinensysteme investieren, dann werden Arbeitskräfte freigesetzt. Das ist die typische Entwicklung. Da die Kapitalisten weniger Arbeitskraft nachfragen, können sie den Lohn drücken. Die Einführung relativ teurer Maschinerie, mit der die Produktivität gesteigert werden kann, ist gerade dann lukrativ, wenn die Löhne relativ hoch sind.

### Mystifikation des Lohnes
Dass der Arbeiter mehr Wert produziert, als ihm der Kapitalist als Lohn zahlt, ist nicht immer so leicht erkennbar. Mit der Lohnform stellt sich die gängige Denkform ein, wonach nicht der Wert der Arbeitskraft, sondern der Wert der Arbeit bezahlt wird.
Marx bezeichnete den Ausdruck Wert der Arbeit als imaginären Ausdruck. Nach Marx ist zwar abstrakte Arbeit die Wertsubstanz und das Maß der Wertgröße, aber sie selbst besitzt keinen Wert. Wollte man nach ihrem Wert fragen, erhielte man nur "abgeschmackte Tautologie[n]" als Antwort. So ließe sich nur sagen, dass bspw. der Wert von 12 Stunden Arbeit eben dem Wert von 12 Stunden Arbeit entspreche.
Marx wollte diese oberflächliche Erscheinung, in der das wirkliche Verhältnis ins Gegenteil verkehrt ist, entmystifizieren. Der Arbeiter könne seine Arbeit nicht an den Kapitalisten verkaufen, da sie bereits vor dem Verkauf existieren müsste. Wäre der Lohn der Wert der geleisteten Arbeit und bekäme der Arbeiter nicht den ganzen Neuwert, den er produziert, dann wären die Gesetze des Warentausches verletzt. Wäre der Lohn der Wert der geleisteten Arbeit und bekäme der Arbeiter den ganzen Neuwert, so würde der Kapitalist keinen Mehrwert erhalten können; folglich wäre ein Fundament der kapitalistischen Produktionsweise untergraben.
Er führte die Mystifikation auf verschiedene Faktoren zurück. Ein Faktor sei, dass der Arbeiter immer den ganzen kontraktlich vereinbarten Arbeitstag lang arbeiten müsse, um bezahlt zu werden. Der Kapitalist hingegen erkläre sich seinen Profit damit, dass er unter Wert kaufe bzw. über Wert verkaufe. Imaginäre Ausdrücke, in denen der bestehende Sachverhalt verkehrt dargestellt wird, entspringen demnach den Produktionsverhältnissen selbst.
Der Mystifikation des Lohnes kommt eine zentrale Rolle zu. Sie betrifft nicht nur Arbeiter, sondern auch Kapitalisten und Ökonomen. Sie ist die Grundlage weiterer Mystifikationen, wie etwa der Mystifikation des Profits, und damit ein Kernelement der trinitarischen Formel.

### Verteilung und Erscheinungsformen des Mehrwerts
Die Kategorie des Mehrwerts ist nicht empirisch. Ihr entspricht unmittelbar nichts Beobachtbares. Der Mehrwert als solcher muss von seinen Erscheinungsformen unterschieden werden. Er erscheint als Profit bzw. Zins und Grundrente.
Marx unterscheidet im dritten Band von Das Kapital den Mehrwertbegriff vom Profitbegriff. Ersterer ist der Begriff seiner wissenschaftlichen Analyse, um ein gesellschaftliches Verhältnis bzw. um Ausbeutung offenzulegen. Gemäß der Mehrwertrate m / v wird der Mehrwert m ins Verhältnis zum variablen Kapital v gesetzt. Der Profitbegriff hingegen erfasst ein Verhältnis zwischen vorgeschossenem Kapital und verwirklichtem Kapital, d. h. zwischen G, das eine Wertsumme von c + v darstellt, und G' in der Höhe c + v + m. Der Mehrwert m wird ins Verhältnis zur ganzen vorgeschossenen Summe G gesetzt. Zwar ist dem Kapitalisten klar, dass der Profit entsteht, indem er Arbeitskraft und Produktionsmittel anwendet, aber er glaubt, dass sowohl c als auch v wertschaffend ist. Nach Marx ist es jedoch so, dass der Wert der verbrauchten Produktionsmittel c übertragen wird und dass der Arbeiter einen Neuwert in Höhe von v + m schafft. Die Ansicht, dass sowohl c als auch v wertschaffend ist, wird begünstigt durch die Mystifikation des Lohnes. Demnach wird nicht der Wert der Arbeitskraft, sondern der Wert der geleisteten Arbeit bezahlt. Somit mystifiziert der Profitbegriff das Bewusstsein: in der Vorstellung wird der eigentliche Sachverhalt ins Gegenteil verkehrt und der Wertzuwachs erscheint als Frucht des Kapitals. Die Profitrate ist nicht m / v, sondern m / ( c + v ). Sie ist in der Praxis diejenige Größe, die den Kapitalisten interessiert.
Ein Kapitalist eignet sich nicht einfach direkt Mehrwert an. Indem die Einzelkapitale miteinander konkurrieren, tendieren die einzelnen Profitraten dazu, sich zu einer allgemeinen bzw. durchschnittlichen Profitrate auszugleichen. Diese Profitrate impliziert, dass Preise typischerweise nicht den Wert einer Ware adäquat ausdrücken und dass die Gesamtmasse des Mehrwerts umverteilt wird: jeder Kapitalist bekommt einen Profit, dessen Größe davon abhängt, wie viel Kapital der betreffende Kapitalist angewandt hat.
Neben dem industriellen Kapitalisten kann sich auch der Handelskapitalist einen Teil des Mehrwerts aneignen. Wenn der industrielle Kapitalist unter Wert an einen Handelskapitalisten verkauft und dieser weiterverkauft, um den Wert zu realisieren, dann kann sich der Händler einen Teil des Mehrwerts aneignen. Im Falle des zinstragenden Kapitals unterscheidet Marx den Geldkapitalisten vom fungierenden Kapitalisten. Der Geldkapitalist als solcher verleiht Geld an einen Kapitalisten, der es beispielsweise als industrieller Kapitalist fungieren lässt; dessen Bruttoprofit teilt sich dann in seinen Unternehmergewinn und den Zins, den der Geldkapitalist bekommt. Wenn ein Kapitalist selbst keinen Boden besitzt, sondern dem Grundbesitzer eine Grundrente zahlen muss, so eignet sich letzterer einen Teil des Mehrwerts als Grundrente an. Schließlich kann auch der Staat als Kapitalist tätig sein und sich Mehrwert aneignen. In Anti-Dühring nutzte Engels das Konzept des ideellen Gesamtkapitalisten. In dieser Funktion sichere der Staat bestimmte Bedingungen für die Kapitalverwertung gegen Kapitalisten und Arbeiter; je mehr der Staat selbst Produktivkräfte besitze, desto mehr werde er zum reellen Kapitalisten, der seine Staatsbürger als Lohnarbeiter ausbeute.

### Bedeutung des Kreditsystems
Das Kreditsystem ermöglicht es dem einzelnen Kapitalisten, die Grenzen seines eigenen Profits zu überwinden und sich über Banken und Kapitalmärkte zusätzliche Mittel zu beschaffen. So kann er leichter in neue Produktionsmittel investieren, mit denen die Produkvität der Arbeiter gesteigert werden kann. Letzteres ist ein wichtiger Punkt für die Produktion des relativen Mehrwerts.
Das Kreditsystem spielt eine entscheidende Rolle für die Realisierung des gesellschaftlichen Gesamtmehrwerts. Indem die industriellen Kapitalisten Kapital vorschießen und durch den Verkauf Kapital zu ihnen zurückfließt, entstehen Mittel, die in Fonds gesammelt werden, wie etwa Fonds zur Akkumulation. Bis diese Mittel für ihren Zweck genutzt werden, können sie als zinstragendes Kapital verliehen werden; ebenso könnte ein Kapitalist sich Kapital leihen, bevor sein Akkumulationsfonds aus seinen eigenen Profiten hinreichend gefüllt ist, um die betreffende Investition früher zu tätigen. Wenn man die gesellschaftliche Gesamtproduktion betrachtet, dann lässt sich vereinfacht sagen, dass die Kapitalisten eines Landes in einem Jahr eine Gesamtsumme an konstantem und variablem Kapital vorschießen und einen Gesamtmehrwert produzieren. Um dieses Mehrprodukt zu kaufen, sind weitere Mittel nötig. Entweder halten die Kapitalisten einen Schatz oder sie nehmen Kredite auf. Dass sie sich einen Schatz halten widerspräche der Verwertungslogik, die erfordert, den zur Verfügung stehenden Wert größtmöglich zu verwerten; folgen die Kapitalisten dieser Logik, dann kaufen sie das Mehrprodukt mittels Kredit.
Das Kreditsystem ist auch eine Grundlage für die Verteilung des Gesamtmehrwerts. Die Einzelkapitale ziehen weg von den Branchen, in denen sie sich schlecht verwerten können, und hin zu denjenigen Branchen, in denen sie sich besser verwerten können. In den Branchen, aus denen Kapital abzieht, sinkt der Konkurrenzdruck, so dass die Preise und die Profitrate steigen können; in Branchen, in die Kapital zieht, nimmt der Konkurrenzdruck zu, so dass die Preise und Profitrate sinken. Daher tendieren die einzelnen Profitraten dazu, sich zur durchschnittlichen Profitrate auszugleichen. Das Kreditsystem ermöglicht es, relativ große Kapitalmengen zu bündeln und zwischen den Branchen zu transferieren. Dadurch wird der Mechanismus, der zur allgemeinen Profitrate tendiert, wesentlich flexibler.

## Abgrenzung zur „Wertschöpfung“
Der Begriff Wertschöpfung bezieht sich auf die Differenz zwischen dem Wert aller von einer Unternehmung verkauften Produkte (Produktionswert oder Umsatz) und dem Wert der dafür benötigten Vorleistungen und Abschreibungen (das konstante Kapital bei Marx) – für einen bestimmten Zeitraum betrachtet. Die Vorleistungen sind Produkte, die für den Produktionsprozess benötigt wurden und von anderen Firmen zugekauft wurden. Die Abschreibungen sind die Wertminderung des Maschinenparks und der Gebäude der Unternehmen, die während des Jahres erfolgt ist. Der heutige Begriff der Wertschöpfung entspricht dem Marxschen Neuwert.
Er ist gegenüber Mehrwert der umfassendere Begriff:
- Neuwert = Wert des fertigen Produktes ./. Wert der Vorleistungen ./. Abschreibungen
- Mehrwert = Wert des fertigen Produktes ./. Wert der Vorleistungen ./. Abschreibungen und ./. Wert der Arbeitskraft.

Gelegentlich wird die Wertschöpfung als „Mehrwert“ bezeichnet, so in dem Wort Mehrwertsteuer, die in den Unternehmen auf die Wertschöpfung erhoben wird. Dieser „Mehrwert“ umfasst dann nicht nur die Kapitaleinkommen (Mehrwert im Marxschen Sinne), sondern auch die Einkommen der Arbeitnehmer (das variable Kapital).

## Rezeption und Kritik
Joseph Alois Schumpeter (1883–1950) bemerkte in Theorie der wirtschaftlichen Entwicklung, einige seiner Behauptungen ähnelten in bestimmten Hinsichten der Theorie von Marx. Nach Marx schaffe konstantes Kapital keinen Mehrwert. Dem gleiche in Schumpeters Theorie die Behauptung, dass in einer Wirtschaft, die sich im völligen Gleichgewicht befinde, der Zins gleich Null sei. Schumpeter akzeptierte nur eine Art von Mehrwert im Marxschen Sinne, nämlich den Mehrwert, der als Unternehmergewinn und Kapitalzins erscheine. Die Funktion des Unternehmers besteht nach Schumpeter einfach darin, dass er Innovationen in die Wirtschaft einführt. Das betrifft vor allem neue Produkte, neue Produktionsweisen, neue Rohstoffquellen oder Absatzmärkte wie auch die Neuordnung einer Branche, wie zum Beispiel durch Bildung oder Zerbrechen eines Monopols. Im Falle eines Unternehmers, der als Erster eine neue Produktionsweise einführt, kann dieser billiger als seine Konkurrenten produzieren und zum üblichen Preis verkaufen. So erzielt er einen Unternehmergewinn; dieser verschwindet, wenn andere seine Innovation imitieren und die Nachfrage nach den betreffenden Produktionsfaktoren steigt. Eine wichtige Rolle nehmen dabei Banken ein, die ex nihilo Geld schaffen und es dem Unternehmer bereitstellen.
Zwischen Marx' und Schumpeters Theorien bestehen jedoch fundamentale Unterschiede. Laut dem Wirtschaftshistoriker und Schumpeterschüler Eduard März (1908–1987) entspringe der Mehrwert im Marxschen Sinne aus der Produktion, wohingegen der Mehrwert nach Schumpeter aus der Zirkulation komme. In Kapitalismus, Sozialismus und Demokratie setzte sich Schumpeter intensiv mit Marx auseinander. Er kritisierte und relativierte die Arbeitswerttheorie und präferierte eine Grenznutzentheorie. Zwar räumte Schumpeter ein, Marx' Ausbeutungstheorie versuche die Ausbeutung wissenschaftlich zu erfassen, aber er betrachtete die Theorie als unhaltbar. Die Arbeitswerttheorie könne nicht auf die Ware Arbeitskraft angewandt werden, da die Arbeiter nicht wie Maschinen reproduziert werden könnten.
Michael Heinrich (* 1957) kritisiert, Marx sei sich nicht völlig dessen bewusst gewesen, dass seine Mehrwerttheorie nicht-empirischen Charakter habe, und habe nicht erkannt, wie sehr er selbst mit dem theoretischen Feld der Klassik gebrochen habe. Dem widerspricht allerdings, dass Marx' erklärtes Ziel war, das Wesen des Mehrwerts aufzudecken und gerade nicht stehenzubleiben bei dessen konkret-empirischen Erscheinungsformen. 1868 schreibt er Engels: „… im Gegensatz zu aller früheren Ökonomie, die von vornherein besondre Fragmente des Mehrwerts mit ihren fixen Formen von Rente, Profit, Zins als gegeben behandelt, (wird) von mir zunächst die allgemeine Form des Mehrwerts, worin all das sich noch ungeschieden, sozusagen in Lösung befindet, behandelt“  Marx habe an Adam Smith bemängelt, jener habe zwar den Mehrwert der Sache nach bzw. als allgemeine Kategorie erfasst, aber nicht explizit zwischen dem Mehrwert als solchem und dessen besonderen Erscheinungsformen unterschieden. Laut Heinrich habe Smith jedoch gar keine Mehrwertkategorie erfasst, da Smith die nicht-empirische Ebene, auf der Marx seinen Mehrwertbegriff entwickle, vernachlässigt habe. Auch über David Ricardo sagt Marx, er habe "nirgendwo den Mehrwert gesondert und getrennt von seinen besondren Formen – Profit (Zins) und Rente" betrachtet. "Wo er die Gesetze des Mehrwerts richtig darstellt, verfälscht er sie dadurch, daß er sie unmittelbar als Gesetze des Profits ausspricht." Des Weiteren bemängelt Heinrich, Marx habe zu wenig betont, dass die Ware Arbeitskraft eine besondere Ware ist: In den Wert einer üblichen Ware geht der Wert der verbrauchten Produktionsmittel ein samt dem Wert, den die menschliche Arbeit dem Produkt zusetzt; der Wert der Ware Arbeitskraft hingegen wird nur durch die notwendigen Lebensmittel bestimmt.